# Чубар Трохим Якович
Трохим Якович Чубар (?, село Федорівка, Катеринославська губернія, Російська імперія — розстріляний 1938) — український радянський діяч, народний комісар місцевої промисловості Української РСР. Брат Власа Чубаря.

## Життєпис
Народився в селянській родині.
Член ВКП(б).
Перебував на відповідальній радянській роботі.
До жовтня 1937 року — начальник Харківського обласного управління місцевої промисловості.
У жовтні — грудні 1937 року — заступник народного комісара місцевої промисловості Української РСР.
У грудні 1937 — 1938 року — народний комісар місцевої промисловості Української РСР.
У 1938 році заарештований органами НКВС. Засуджений до розстрілу. Посмертно реабілітований.